# مقاطعة سكوت (فيرجينيا)
 مقاطعة سكوت  (بالإنجليزية:  Scott County)‏ هي إحدى المقاطعات في ولاية فيرجينيا في الولايات المتحدة الأمريكية.

## أعلام
- ناثان دبليو. ويليام
- ناثان دوغرتي
- جون ميلتون إليوت
- جيمس ستيوارت مارتن
- بوبي كارتر